# Aliceevansviridae
Aliceevansviridae ist eine im Jahr 2023 als Familie eingerichtete Gruppe von Viren mit Kopf-Schwanz-Aufbau vom Morphotyp B (Siphoviren).
Ihre Wirte sind Bakterien der Gattung Streptococcus (wie der Spezies Streptococcus thermophilus), was sie als Bakteriophagen klassifiziert.

## Beschreibung
Die Aliceevansviridae besitzen ein lineares Doppelstrang-DNA-Genom mit erine durchschnittlichen Länge von 34,33 kbp (Kilobasenpaare) und einen GC-Gehalt von 38,2 mol%. Das Genom kodiert für 47 Proteine.
Bei der Einrichtung der Familie wurden die beiden bereits bestehenden Gattungen Moineauvirus und Brussowvirus (unter neuem Namen), zusammen mit der gleichzeitig neu eingerichteten Gattung Vansinderenvirus (für die von der Gemeinschaft der Milchvirologen so bezeichnete Phagengruppe 5093) zusammengefasst.
Die Aliceevansviridae sind temperente Phagen. Für die Phagen der Gruppe 5093 (Gattung Vansinderenvirus) wird jedoch angegeben, dass sie lytisch sind – sie wurden in Dänemark bzw. Irland ebenfalls mit Wirt Streptococcus thermophilus isoliert. Außerdem gibt es weitere vorgeschlagene lytische Mitglieder der Familie (Phage smHBZ8).

## Systematik
Die Systematik der Aliceevansviridae ist nach International Committee on Taxonomy of Viruses (ICTV), ergänzt um einige Vorschläge nach der Taxonomie des National Center for Biotechnology Information (NCBI) in Hochkommata mit Stand 29. April 2025 (MSL#40v1) wie folgt:
Familie Aliceevansviridae
- ohne zugewiesene Unterfamilie

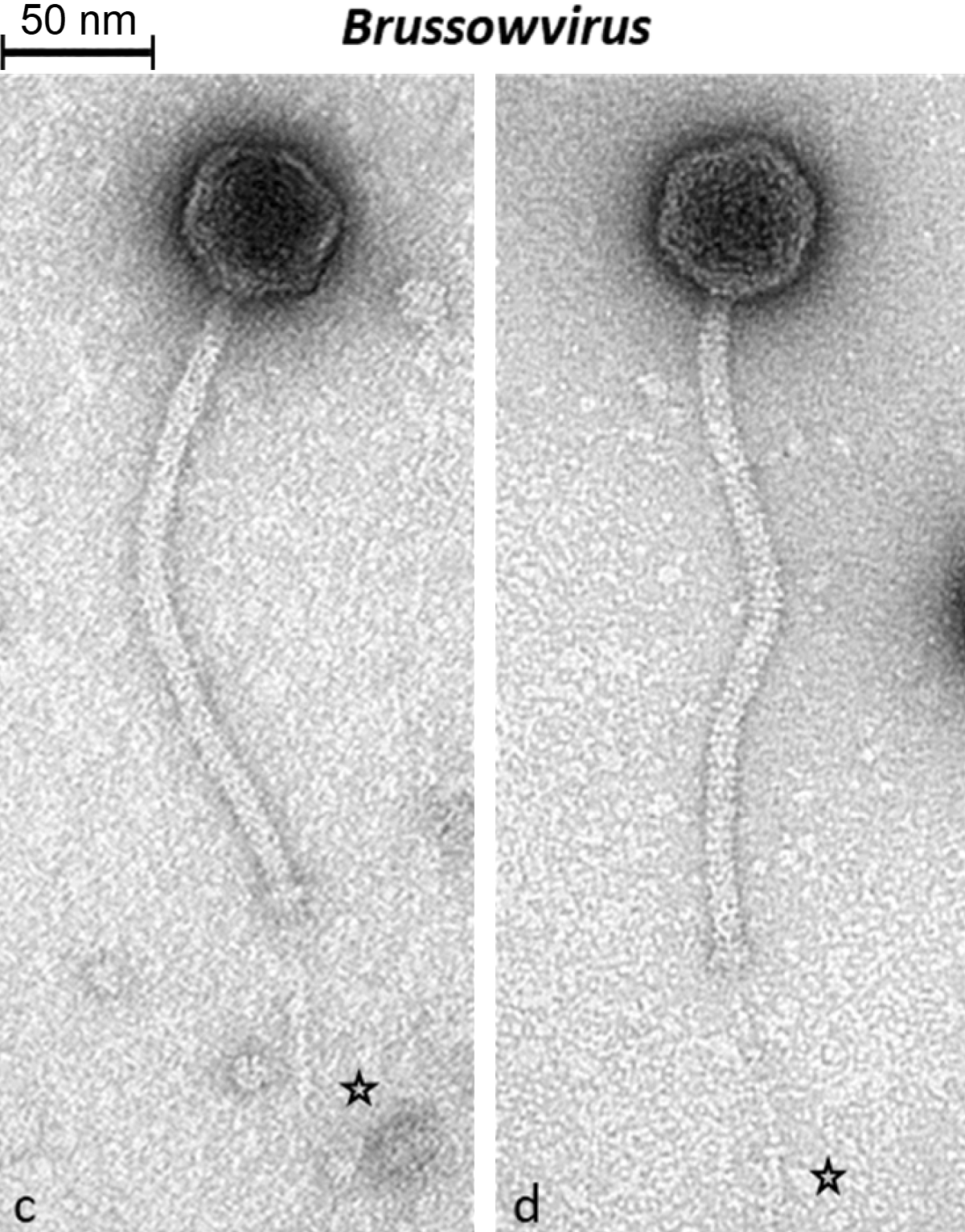
TEM-Aufnahme von Brussowvirus-Partikeln (c: Phage SW13, d: Phage CHPC1057)

  - TEM-Aufnahme von Brussowvirus-Partikeln (c: Phage SW13, d: Phage CHPC1057)[A. 1]Gattung Brussowvirus (früher Sfi11virus, Sfi1unalikevirus, Sfi11-like phage; 34 Spezies)[6]
    - Spezies Brussowvirus ALQ132, mit Streptococcus-Phage ALQ13.2
    - Spezies Brussowvirus bv858, mit Streptococcus-Phage 858
    - Spezies Brussowvirus bv2972, mit Streptococcus-Phage 2972 und Streptococcus-Phage CHPC1057
    - Spezies Brussowvirus bvO1205, mit Streptococcus-Phage 01205
    - Spezies Brussowvirus Sfi11 (Streptococcus-Virus Sfi11), mit Streptococcus-Phage Sfi11
    - Spezies Moineauvirus SW13, mit Streptococcus-Phage SW13
    - Spezies Moineauvirus SW14, mit Streptococcus-Phage SW14
    - Spezies Moineauvirus SW15, mit Streptococcus-Phage SW15
    - Spezies Moineauvirus SW18, mit Streptococcus-Phage SW18
    - Spezies Brussowvirus SW1151, mit Streptococcus-Phage SW1151
    - Spezies …

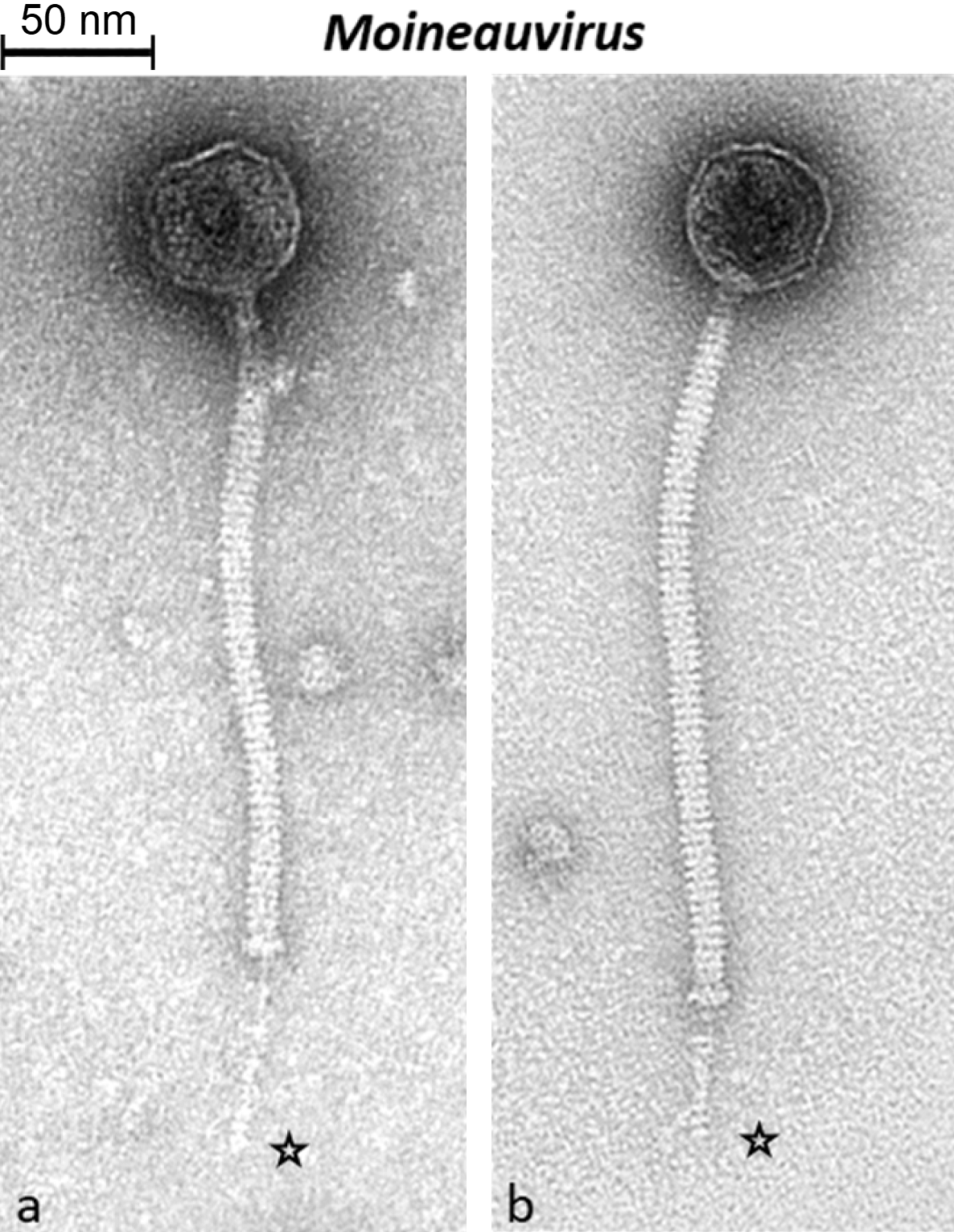
TEM-Aufnahme von Moineauvirus-Partikeln (a: Phage SW11, b: Phage STP1)

  - TEM-Aufnahme von Moineauvirus-Partikeln (a: Phage SW11, b: Phage STP1)[A. 1]Gattung Moineauvirus (früher Sfi21dt1virus, Sfi21dtunalikevirus, Sfi21-like phage) – 81 Spezies[7]
    - Spezies Moineauvirus Abc2, mit Streptococcus-Phage Abc2
    - Spezies Moineauvirus B0, mit Streptococcus-Phage B0
    - Spezies Moineauvirus CHPC572, mit Streptococcus-Phage CHPC572
    - Spezies Moineauvirus CHPC979, mit Streptococcus-Phage CHPC979
    - Spezies Moineauvirus CHPC1005, mit Streptococcus-Phage CHPC1005
    - Spezies Moineauvirus CHPC1156, mit Streptococcus-Phage CHPC1156
    - Spezies Moineauvirus D1024, mit Streptococcus-Phage D1024
    - Spezies Moineauvirus DT1 (Streptococcus-Virus DT1), mit Streptococcus-Phage DT1
    - Spezies Moineauvirus mv53, mit Streptococcus-Phage 53
    - Spezies Moineauvirus mv73, mit Streptococcus-Phage 73
    - Spezies Moineauvirus mv128, mit Streptococcus-Phage 128
    - Spezies Moineauvirus mv7201, mit Streptococcus-Phage 7201
    - Spezies Moineauvirus mv7A5, mit Streptococcus-Phage 7A5
    - Spezies Moineauvirus P0091, mit Streptococcus-Phage P0091
    - Spezies Moineauvirus P9903, mit Streptococcus-Phage P9903
    - Spezies Moineauvirus Sfi19 (Streptococcus-Virus Sfi19), mit Streptococcus-Phage Sfi19
    - Spezies Moineauvirus Sfi21 (Streptococcus-Virus Sfi21), mit Streptococcus-Phage Sfi21
    - Spezies Moineauvirus STP1, mit Streptococcus-Phage STP1
    - Spezies Moineauvirus SW11, mit Streptococcus-Phage SW11
    - Spezies Moineauvirus VA214, mit Streptococcus-Phage vB_SthS_VA214
    - Spezies Moineauvirus VA460, mit Streptococcus-Phage vB_SthS_VA460
    - Spezies …

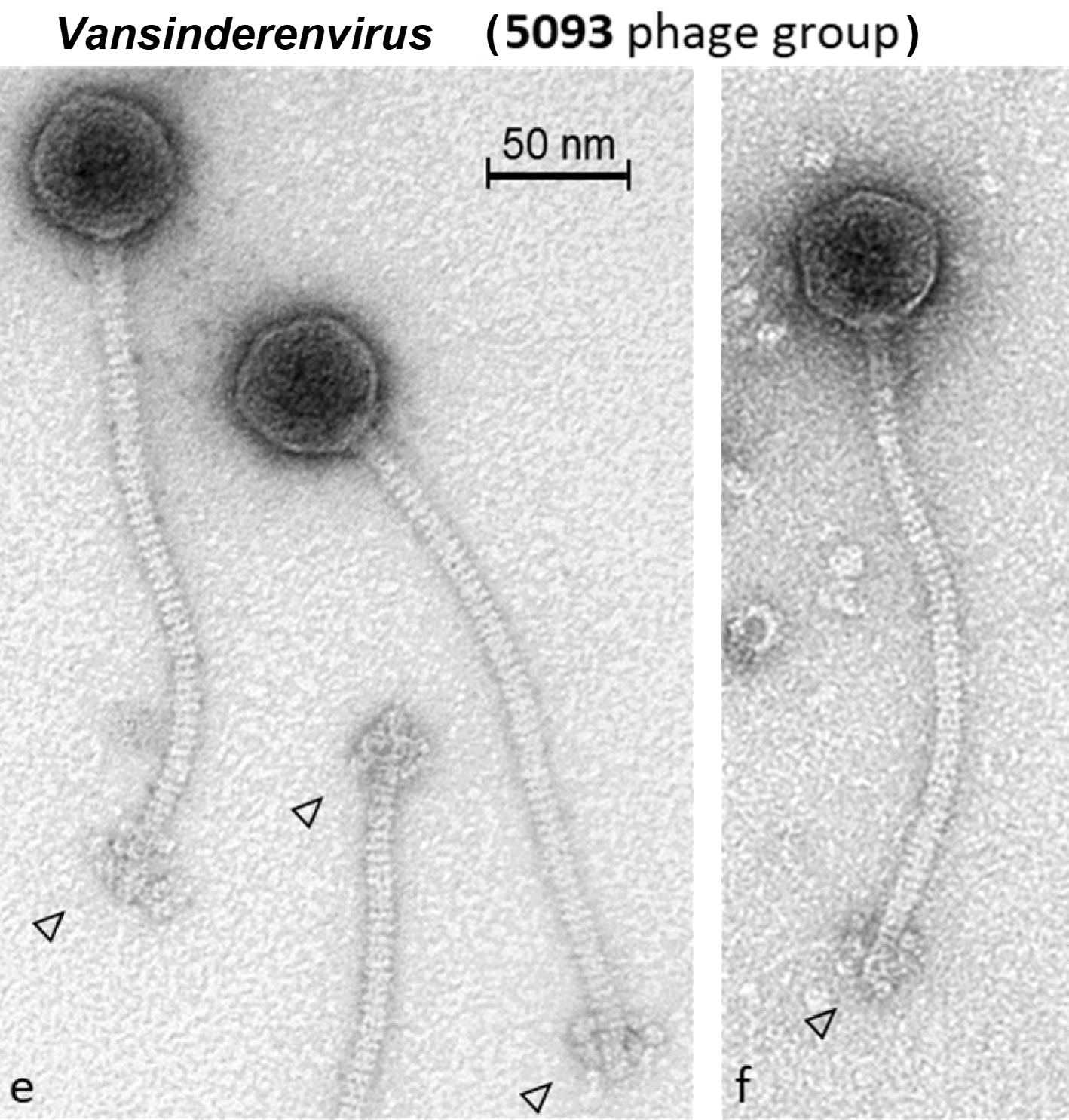
TEM-Aufnahme von Vansinderenvirus-Partikeln (e: Phage 5093, f: Phage SW27)

  - TEM-Aufnahme von Vansinderenvirus-Partikeln (e: Phage 5093, f: Phage SW27)[A. 2]Gattung Vansinderenvirus (Phagengruppe 5093,[4]) – 11 Spezies
    - Spezies Vansinderenvirus 5093, mit Streptococcus-Phage 5093
    - Spezies Vansinderenvirus CHPC1198, mit Streptococcus-Phage CHPC1198
    - Spezies Vansinderenvirus CHPC1232, mit Streptococcus-Phage CHPC1151 (sic!)
    - Spezies Vansinderenvirus CHPC1282, mit Streptococcus-Phage CHPC1282
    - Spezies Vansinderenvirus P0092, mit Streptococcus-Phage P0092
    - Spezies Vansinderenvirus P0093, mit Streptococcus-Phage P0093
    - Spezies Vansinderenvirus P0095, mit Streptococcus-Phage P0095
    - Spezies Vansinderenvirus SW4, mit Streptococcus-Phage SW4
    - Spezies Vansinderenvirus SW19, mit Streptococcus-Phage SW19
    - Spezies Vansinderenvirus SW24, mit Streptococcus-Phage SW24
    - Spezies Vansinderenvirus SW27, mit Streptococcus-Phage SW27

  - ohne Gattungszuweisung
    - Spezies „Streptococcus-Phage APCM01“ [„Streptococcus phage M103, Streptococcus mutans phage M102“][8][9][A. 3]
    - Spezies „Streptococcus-Phage M102“ [„Streptococcus mutans phage M102“][8][9]
    - Spezies „Streptococcus-Phage M102AD“ [„Streptococcus mutans phage M102AD“][8][9]
    - Spezies „Streptococcus-Phage smHBZ8“[10][9]

Nicht zur Familie gehören nach diesem Stand folgende Gruppen von Streptococcus-Phagen:
- Gattung Piorkowskivirus (Phagengruppe 987) – 7 Spezies
  - Spezies Piorkowskivirus CHPC926, mit Streptococcus-Phage CHPC926
  - Spezies Piorkowskivirus pv9871 (Streptococcus-Virus 9871), mit Streptococcus-Phage 9871

- „Phagengruppe P738“ – 2 unbestätigte Spezies
  - Spezies „Streptococcus-Phage P738“ [„Streptococcus thermophilus phage P738“]
  - Spezies „Streptococcus-Phage D4446“

## Namensherkunft (Etymologie)
Mit dem Namen der Familie Aliceevansviridae wird die amerikanische Mikrobiologin Alice Catherine Evans (1881–1975) geehrt für ihre Untersuchungen der Bakteriologie von Milch und Käse; der Suffix ‚-viridae‘ kennzeichnet Virusfamilien.
Der neue Gattungsname Vansinderenvirus wurde zu Ehren des Molekulargenetikers Douwe van Sinderen von der Universität Groningen, Niederlande, benannt. Später wurde er Mitglied des APC Microbiome Ireland und der School of Microbiology am University College Cork. Er hat mit seinem Team viele dieser Phagen isoliert und sequenziert.

## Phage smHBZ8

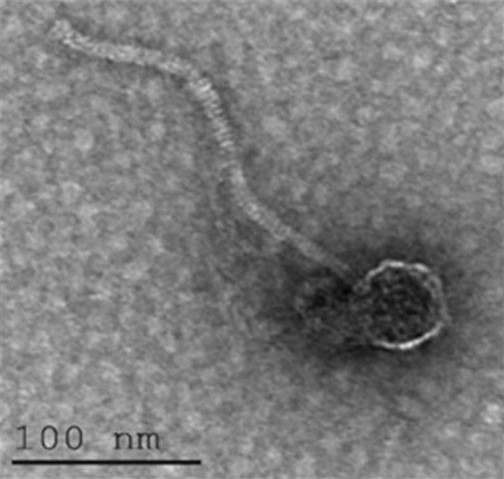
TEM-Aufnahme von Streptococcus-Phage smHBZ8

Der im Jahr 2020 erstmals isolierte Streptococcus-Phage SMHBZ8 ist ein lytisches Virus, das Bakterien der Spezies Streptococcus mutans infiziert.

### Genom und Morphologie von smHBZ8
Die Transmissionselektronenmikroskopie (TEM) hat gezeigt, dass der Phage smHBZ8 den Morphotyp der Siphoviren mit Subtyp B1 hat. Der Durchmesser des isometrischen Kopfes beträgt ca. 56 nm, es gibt einem langen, nicht kontraktilen Schwanz mit einer ungefähren Länge von 244 nm und einem Querschnitt von 10,9 nm.
Die komplette Sequenzierung des Genoms ergab eine Größe von 32.460 bp (Basenpaaren). Die Analyse ergab, dass smHBZ8 offenbar mit einigen anderen Phagen von S. mutans verwandt ist, darunter M102, M102AD und APCM01. Während alle vier Phagen eine Sequenzidentität von etwa 75 % aufwiesen, identifizierte die Analyse der Kerngene nur sieben Gene, die in allen Genomen vollständig konserviert sind. smHBZ8 besaß im Vergleich zu den anderen Phagen 32 spezifische (nur bei ihm vorkommende) Gene, wobei zwei davon für Lysine kodieren (Zugriffsnummern QKE60409.1 und QKE60410.1).

## Bedeutung und Anwendung
Grundsätzlich sind lytische Bakteriophagen, die bakterielle Krankheitserreger parasitieren Kandidaten für eine Phagentherapie, weil sie am Ende ihres Reproduktionszyklus die Lase ihrer Wirtszellem verursachen, d. h. diese zum Platzen bringen und damit abtöten. Bakteriophagen der Klasse Caudoviricetes wie die Aliceevansviridae befallen in der Regel sehr spezifisch nur ganz bestimmter Bakterienspezies oder -stämme. Geeignete lytische Phagen könnten auch dann zum Einsatz kommen, wenn die Bakterienwirte Resistenzen gegen Antibiotika entwickelt haben.
Ein Beispiel ist das Bakterium Streptococcus mutans, das Säure produziert und so als Schlüsselbakterium zu Karies führt. Der dieses Bakterium parasitierende lytische Phage smHBZ8 wurde daher zur Behandlung von Karies untersucht. Präklinische Studien konnten zeigen, dass smHBZ8 in der Lage ist, bestehende Biofilme auf Dentinproben zu reduzieren. Derzeit ist smHBZ8 noch nicht vom ICTV offiziell bestätigt (Stand Mitte April 2025).